# 陳純甄
陳純甄（1975年7月17日—），台灣花式撞球選手，外型亮麗，有「漂亮寶貝」的稱號，家中在台北市文山經營中古車買賣。世界排名曾高居第一，曾經是亞洲與全世界積分最高的女子撞球選手，也是安麗盃歷屆首位拿下冠軍的台灣選手。安麗盃圖案LOGO也是為她而設計。
2000年與香港藝能型象公司簽約，正式成為跨足撞壇演藝雙棲，拍攝過個人寫真以及出書寫真集「瞄準」，參與過台視電視節目「e流刑事」女主角演出，主持過撞球相關節目。

## 比賽成績
- 1991年中日女子撞球賽冠軍
- 1992年世界盃中華女子撞球國手選拔賽冠軍
- 1992年世界盃撞球錦標賽女子組第9名
- 1992年美國公開賽14.1球冠軍
- 1993年日本大阪公開賽女子組冠軍
- 1996年全美女子組業餘冠軍
- 1996年瑞典世界花式撞球錦標賽季軍
- 1997年WPBA美國公開賽亞軍
- 1997年WPA全球世界盃花式撞球錦標賽亞軍
- 1997年亞洲盃花式撞球女子組季軍
- 1997年第六屆亞洲錦標賽冠軍
- 1997年日本大阪公開賽女子組冠軍
- 1998年世界女子花式撞球邀請賽分組第5名
- 1998年WPBA美國女子職業會兩站比賽亞軍
- 1999年亞洲盃花式撞球女子組冠軍
- 1999年世界花式撞球排名第一
- 2000年安麗盃世界女子花式撞球邀請賽冠軍
- 2000年亞洲盃女子撞球錦標賽冠軍
- 2001年亞洲盃女子撞球錦標賽亞軍
- 2001年日本大阪公開賽冠軍
- 2001年秋田世界運動會花式撞球女子組季軍
- 2003年達芙妮盃亞洲女子9號球巡迴賽上海站冠軍
- 2003年達芙妮盃亞洲女子9號球巡迴賽長沙站冠軍
- 2003年美國女子職業撞球DELTA菁英賽季軍
- 2005年世界運動會女子9號球銀牌

## 特殊事蹟
- 1996年因撞球項目獲頒國光獎章國內撞球界第一人
- 1996年加拿大女子撞球排名第一
- 1997年美國撞球雜誌女子組年度最佳新人
- 1998年世界女子花式撞球排名第二
- 1999年世界女子花式撞球排名第一
- 2000年與加拿大知名撞球桿產商Falcon簽約
- 2001年亞洲花式撞球聯盟排名第一
- 2002年亞洲花式撞球聯盟排名第一
- 2002年和撞球系列強生公司簽約
- 2006年因簽賭事件而積欠2000多萬台幣巨額賭債逃亡美國避難

## 個人生活

### 《壹週刊》「露天搖頭派對」報導
2001年8月9日，《壹週刊》第11期以「露天搖頭派對」為封面主題，報導小S、范曉萱、阿雅、陳純甄等人參加在陽明山高級別墅舉行的露天搖頭性愛派對，疑似嗑藥。四人以妨害名譽罪向《壹週刊》提出刑事告訴及民事求償；民事部份最後和解，和解金逾千萬元。
2023年6月19日，黄子佼爆料艺人吸毒，狗仔葛斯齐接受记者采访时，称关于吸毒这块陈纯甄最具代表性，為此陈纯甄在Facebook澄清自己与吸毒事件无关。

## 主持作品

### 電視節目
- 2007年《爆桿賓果王》[6]

## 出版作品

### 寫真集
- 《瞄準寫真集》

### 書籍
- 1998年：《敲桿的女孩：台灣首席女撞球選手陳純甄》／作者：陳純甄口述 ／出版社：新新聞文化／ISBN 9789578591943。
- 2000年：《敲出第一桿－純甄撞球魔法書》 ／作者：陳純甄，周永恩／出版社：英特發／ISBN 9789579762168。

## 演出作品

### 電影
- 2003年：《黑狗來了》

### 電視劇
- 台視《e流刑事》

## 外部連結
- 陳純甄的Facebook專頁
- 陳純甄在互联网电影资料库（IMDb）上的資料（英文）
- 陳純甄在香港影庫上的簡介

| 前任： 艾利森·費雪 | 安麗盃世界女子花式撞球邀請賽冠軍 2000年 | 繼任： 艾利森·費雪 |